# Blühende Kakteen

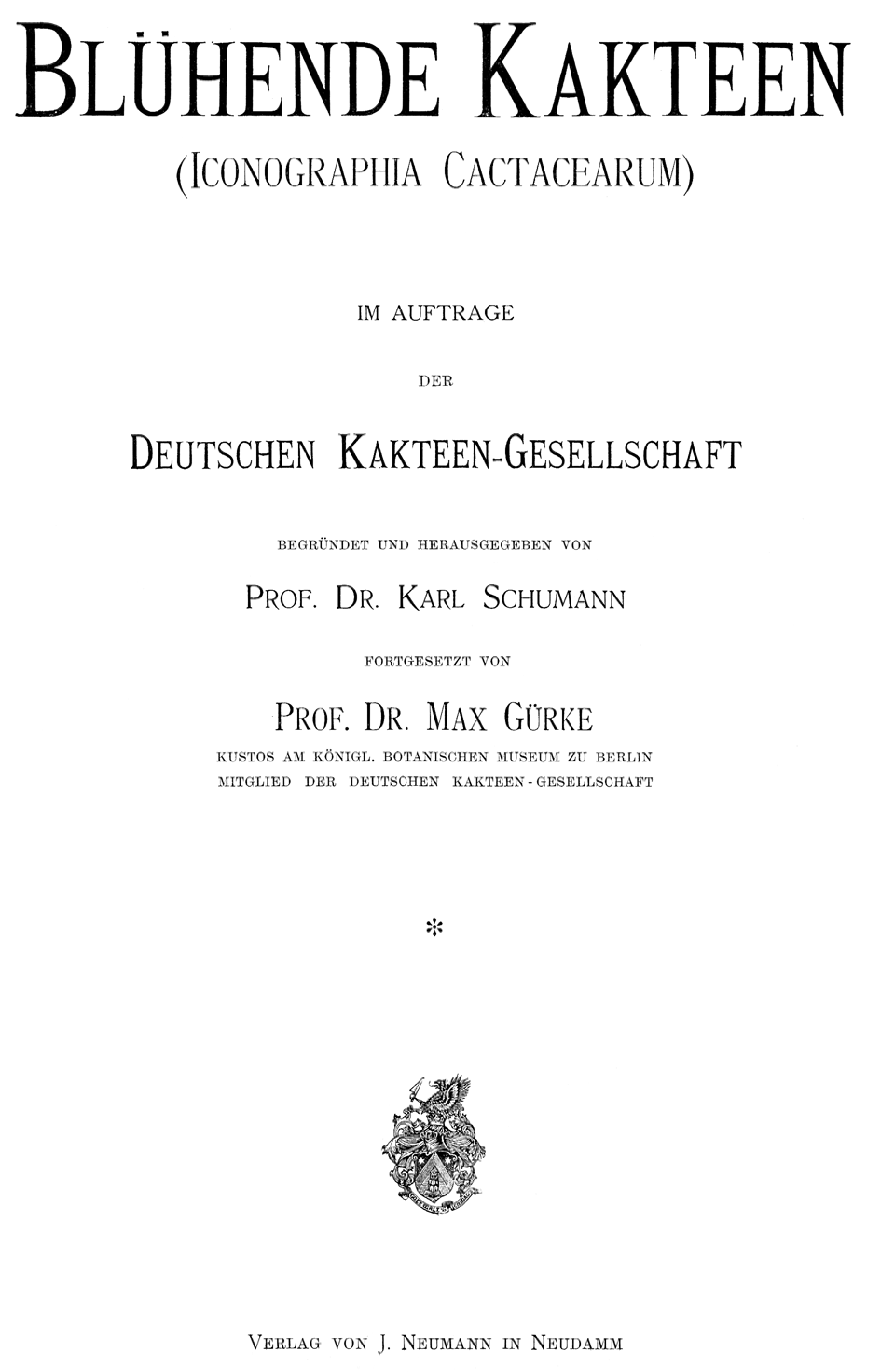
Titelblatt des ersten Bandes von Blühende Kakteen (Iconographia Cactacearum)

Blühende Kakteen (Iconographia Cactacearum) ist ein im Auftrag der Deutschen Kakteen-Gesellschaft von 1900 bis 1921 in 45 Heften mit je vier Tafeln herausgegebenes Werk mit Kakteenabbildungen und begleitenden Texten. Es erschien im Verlag J. Neumann in Neudamm und war als Ergänzung zu Karl Schumanns Gesamtbeschreibung der Kakteen konzipiert. Die Zeichnungen wurden von Toni Gürke, der Ehefrau von Max Gürke, angefertigt. Die Hefte 1 bis 12 wurden von Karl Schumann, die Hefte 13 bis 32 von Max Gürke und die übrigen Hefte von Friedrich Vaupel herausgegeben. Unter dem Titel Blühende Kakteen und andere sukkulente Pflanzen gab Erich Werdermann 1931 eine Fortsetzung mit weiteren 168 Tafeln heraus.

## Entstehungsgeschichte
Während der von 1897 bis 1899 erfolgten Veröffentlichung von Karl Schumanns Gesamtbeschreibung der Kakteen wurde von Mitgliedern der Deutschen Kakteen-Gesellschaft wiederholt der Wunsch nach einem farbigen Abbildungswerk mit Kakteen an den Vorstand herangetragen. Der Vorstand beauftragte Julius Neumann, der neben Schumanns Werk unter anderem die Monatsschrift für Kakteenkunde der Gesellschaft verlegte, die Kosten für ein derartiges Werk zu ermitteln. Am 23. März 1899 kam es im Berliner Vereinslokal „Hopfenblüte“ Unter den Linden Nr. 27 zu einer Zusammenkunft von 14 Mitgliedern und fünf Gästen auf der Neumann seine Überlegungen präsentierte. Eine chromolithografische Herstellung der Abbildungen wäre aufgrund der geringen Auflage zu teuer. Bei der Verwendung von handkolorierten Lithografien könnten jedoch jährlich vier Hefte mit vier Tafeln zu einem Preis von 3 Mark veröffentlicht werden, falls die Deutsche Kakteen-Gesellschaft diese mit einem jährlichen Zuschuss von etwa 250 Mark unterstützen würde. Auf der Jahreshauptversammlung am 4. Juni 1899 in Halberstadt wurde der Vorstand per einstimmigem Beschluss ermächtigt diesen Plan umzusetzen.
Auf der Juni-Sitzung der Deutschen Kakteen-Gesellschaft wurde der Titel der Publikation festgelegt. Einen Monat später konnte der Vorstand die für das zweite Heft geplanten Aquarelle in Augenschein nehmen. Zu Beginn des Jahres 1900 zeigte sich der Vorstand optimistisch, dass einer baldigen Veröffentlichung der „Iconographie“ nichts mehr im Wege stände. Dennoch verzögerte sich die Herausgabe unter anderem auf Grund technischer Probleme immer wieder. Der offizielle Ausgabetermin des ersten Heftes war schließlich der 16. Oktober 1900.

## Abbildungen
Die einzelnen Spalten haben folgende Bedeutung:
- Band: Band, in dem die Abbildung erschien
- Heft: Heft, in dem die Abbildung erschien
- Tafel: Nummer der Tafel
- Titel: Bezeichnung der Tafel
- Taxon: Bezeichnung der Art/Unterart nach heutiger Nomenklatur. Ein Fragezeichen (?) weist darauf hin, dass das Taxon nicht in Edward F. Anderson: Das große Kakteen-Lexikon. Eugen Ulmer KG, Stuttgart 2005 (übersetzt von Urs Eggli), ISBN 3-8001-4573-1 verzeichnet ist.
- Abbildung: Ausschnitt aus der Tafel

| Band | Heft | Tafel   | Titel                                                                           | Taxon                                         | Abbildung                                     |
| ---- | ---- | ------- | ------------------------------------------------------------------------------- | --------------------------------------------- | --------------------------------------------- |
| 1    | 1    | 1       | Echinocactus microspermus                                                       | Parodia microsperma                           | Parodia microsperma                           |
| 1    | 1    | 2       | Echinopsis cinnabarina                                                          | Echinopsis cinnabarina                        | Echinopsis cinnabarina                        |
| 1    | 1    | 3       | Echinocereus subinermis                                                         | Echinocereus subinermis                       | Echinocereus subinermis                       |
| 1    | 1    | 4       | Echinocactus anisitsii                                                          | Gymnocalycium anisitsii                       | Gymnocalycium anisitsii                       |
| 1    | 2    | 5       | Mammillaria wissmannii                                                          | Escobaria missouriensis subsp. missouriensis  | Escobaria missouriensis subsp. missouriensis  |
| 1    | 2    | 6       | Echinocactus horripilus                                                         | Turbinicarpus horripilus                      | Turbinicarpus horripilus                      |
| 1    | 2    | 7       | Mammillaria rhaphidacantha                                                      | Coryphantha clavata subsp. clavata            | Coryphantha clavata subsp. clavata            |
| 1    | 2    | 8       | Echinocactus mathssonii                                                         | Sclerocactus uncinatus subsp. crassihamatus   | Sclerocactus uncinatus subsp. crassihamatus   |
| 1    | 3    | 9       | Echinocactus longihamatus                                                       | Ferocactus hamatacanthus subsp. hamatacanthus | Ferocactus hamatacanthus subsp. hamatacanthus |
| 1    | 3    | 10      | Echinocactus monvillei                                                          | Gymnocalycium monvillei                       | Gymnocalycium monvillei                       |
| 1    | 3    | 11      | Echinocactus fordii                                                             | Ferocactus fordii                             | Ferocactus fordii                             |
| 1    | 3    | 12      | Echinocereus knippelianus                                                       | Echinocereus knippelianus                     | Echinocereus knippelianus                     |
| 1    | 4    | 13      | Mammillaria schiedeana                                                          | Mammillaria schiedeana                        | Mammillaria schiedeana                        |
| 1    | 4    | 14      | Echinocereus scheeri                                                            | Echinocereus scheeri                          | Echinocereus scheeri                          |
| 1    | 4    | 15      | Echinocereus leptacanthus                                                       | Echinocereus pentalophus subsp. pentalophus   | Echinocereus pentalophus                      |
| 1    | 4    | 16      | Echinopsis rhodacantha                                                          | Denmoza rhodacantha                           | Denmoza rhodacantha                           |
| 1    | 5    | 17      | Cereus speciosus                                                                | Disocactus speciosus                          | Disocactus speciosus                          |
| 1    | 5    | 18      | Echinocactus tulensis                                                           | Thelocactus tulensis                          | Thelocactus tulensis                          |
| 1    | 5    | 19      | Echinocactus cumingii                                                           | Weingartia neocumingii                        | Weingartia neocumingii                        |
| 1    | 5    | 20      | Mammillaria pyrrhocephala                                                       | ?                                             | Mammillaria karwinskiana subsp. karwinskiana  |
| 1    | 6    | 21      | Phyllocactus gaertneri                                                          | Hatiora gaertneri                             | Hatiora gaertneri                             |
| 1    | 6    | 22      | Echinocactus ingens                                                             | Echinocactus platyacanthus                    | Echinocactus platyacanthus                    |
| 1    | 6    | 23      | Echinocactus tabularis                                                          | Parodia tabularis                             | Parodia tabularis                             |
| 1    | 6    | 24      | Echinocactus occultus                                                           | Eriosyce sp.                                  | Eriosyce sp.                                  |
| 1    | 7    | 25      | Epiphyllum truncatum                                                            | Schlumbergera truncata                        | Schlumbergera truncata                        |
| 1    | 7    | 26      | Echinopsis pentlandii                                                           | Echinopsis pentlandii                         | Echinopsis pentlandii                         |
| 1    | 7    | 27a     | Rhipsalis cribrata                                                              | Rhipsalis sp.                                 | Rhipsalis sp.                                 |
| 1    | 7    | 27b     | Rhipsalis penduliflora                                                          | Rhipsalis cereuscula                          | Rhipsalis cereuscula                          |
| 1    | 7    | 28      | Echinocactus coptonogonus                                                       | Stenocactus coptonogonus                      | Stenocactus coptonogonus                      |
| 1    | 8    | 29      | Echinocereus salm-dyckianus                                                     | Echinocereus scheeri subsp. scheeri           | Echinocereus scheeri                          |
| 1    | 8    | 30      | Echinocactus multiflorus                                                        | Gymnocalycium monvillei subsp. monvillei      | Gymnocalycium monvillei subsp. monvillei      |
| 1    | 8    | 31      | Echinocactus minusculus                                                         | Rebutia minuscula                             | Rebutia minuscula                             |
| 1    | 8    | 32      | Mammillaria centricirrha (Varietät)                                             | Mammillaria magnimamma                        | Mammillaria magnimamma                        |
| 1    | 9    | 33      | Echinocereus pulchellus                                                         | Echinocereus pulchellus                       | Echinocereus pulchellus                       |
| 1    | 9    | 34      | Rhipsalis pachyptera                                                            | Rhipsalis pachyptera                          | Rhipsalis pachyptera                          |
| 1    | 9    | 35      | Mammillaria bocasana                                                            | Mammillaria bocasana                          | Mammillaria bocasana                          |
| 1    | 9    | 36      | Phyllocactus hibridus ‘Gordonianus’ hort.                                       | ?                                             | Phyllocactus ‘Gordonianus’                    |
| 1    | 10   | 37      | Echinocereus berlandieri                                                        | Echinocereus berlandieri                      | Echinocereus berlandieri                      |
| 1    | 10   | 38      | Echinocereus tuberosus                                                          | Echinocereus poselgeri                        | Echinocereus poselgeri                        |
| 1    | 10   | 39a     | Echinocactus turbiniformis                                                      | Strombocactus disciformis                     | Strombocactus disciformis                     |
| 1    | 10   | 39b     | Echinocactus netrelianus                                                        | Gymnocalycium netrelianum                     | Gymnocalycium netrelianum                     |
| 1    | 10   | 40      | Mammillaria coronaria                                                           | ?                                             | Mammillaria coronaria                         |
| 1    | 11   | 41      | Phyllocactus thomasianus                                                        | Epiphyllum thomasianum                        | Epiphyllum thomasianum                        |
| 1    | 11   | 42      | Echinocactus reichei                                                            | Eriosyce odieri subsp. fulva                  | Eriosyce odieri subsp. fulva                  |
| 1    | 11   | 43      | Mammillaria heyderi var. applanata                                              | Mammillaria heyderi subsp. hemisphaerica      | Mammillaria heyderi subsp. hemisphaerica      |
| 1    | 11   | 44      | Opuntia mieckleyi                                                               | Opuntia cardiosperma                          | Opuntia cardiosperma                          |
| 1    | 12   | 45      | Echinocactus nigricans                                                          | Eriosyce sp.                                  | Eriosyca sp.                                  |
| 1    | 12   | 46      | Mammillaria pusilla                                                             | Mammillaria prolifera                         | Mammillaria prolifera                         |
| 1    | 12   | 47      | Mammillaria meionacantha                                                        | ?                                             | Mammillaria meionacantha                      |
| 1    | 12   | 48      | Ariocarpus retusus                                                              | Ariocarpus retusus                            | Ariocarpus retusus                            |
| 1    | 13   | 49      | Phyllocactus ackermannii                                                        | Disocactus ackermannii                        | Disocactus ackermannii                        |
| 1    | 13   | 50      | Echinocactus texensis                                                           | Echinocactus texensis                         | Echinocactus texensis                         |
| 1    | 13   | 51      | Echinocactus ebenacanthus                                                       | ?                                             | Echinocactus ebenacanthus                     |
| 1    | 13   | 52a     | Ariocarpus kotschoubeyanus                                                      | Ariocarpus kotschoubeyanus                    | Ariocarpus kotschoubeyanus                    |
| 1    | 13   | 52b     | Ariocarpus fissuratus                                                           | Ariocarpus fissuratus                         | Ariocarpus fissuratus                         |
| 1    | 14   | 53      | Cereus spinulosus                                                               | Selenicereus spinulosus                       | Selenicereus spinulosus                       |
| 1    | 14   | 54      | Phyllocactus biformis                                                           | Disocactus biformis                           | Disocactus biformis                           |
| 1    | 14   | 55      | Echinocactus gibbosus                                                           | Gymnocalycium gibbosum                        | Gymnocalycium gibbosum                        |
| 1    | 14   | 56      | Rhipsalis regnellii                                                             | Lepismium houlletianum f. regnellii           | Lepismium houlletianum f. regnellii           |
| 1    | 15   | 57      | Cereus baumannii                                                                | Cleistocactus baumannii                       | Cleistocactus baumannii                       |
| 1    | 15   | 58      | Echinocactus saglionis                                                          | Gymnocalycium saglionis                       | Gymnocalycium saglionis                       |
| 1    | 15   | 59      | Echinocactus denudatus                                                          | Gymnocalycium denudatum                       | Gymnocalycium denudatum                       |
| 1    | 15   | 60      | Mammillaria carnea                                                              | Mammillaria carnea                            | Mammillaria carnea                            |
| 2    | 16   | 61      | Echinopsis calochlora                                                           | Echinopsis calochlora                         | Echinopsis calochlora                         |
| 2    | 16   | 62      | Phyllocactus hibridus ‘Wrayi’ hort. Cereus grandiflorus × Phyllocactus crenatus | ?                                             | Phyllocactus hibridus ‘Wrayi’ hort.           |
| 2    | 16   | 63      | Echinocactus froehlichianus                                                     | Eriosyce curvispina                           | Eriosyce curvispina                           |
| 2    | 16   | 64      | Mammillaria wildii                                                              | Mammillaria glochidiata                       | Mammillaria glochidiata                       |
| 2    | 17   | 65      | Cereus martianus                                                                | Disocactus martianus                          | Disocactus martianus                          |
| 2    | 17   | 66      | Echinocereus polyacanthus                                                       | Echinocereus polyacanthus                     | Echinocereus polyacanthus                     |
| 2    | 17   | 67      | Echinocactus jussieui                                                           | Eriosyce sp.                                  | Eriosyce sp.                                  |
| 2    | 17   | 68      | Mammillaria gracilis                                                            | Mammillaria vetula                            | Mammillaria vetula                            |
| 2    | 18   | 69      | Echinocactus hartmannii                                                         | Discocactus heptacanthus subsp. magnimammus   | Discocactus heptacanthus subsp. magnimammus   |
| 2    | 18   | 70      | Echinocereus blanckii                                                           | Echinocereus enneacanthus subsp. brevispinus  | Echinocereus enneacanthus subsp. brevispinus  |
| 2    | 18   | 71      | Mammillaria spinosissima                                                        | Mammillaria spinosissima                      | Mammillaria spinosissima                      |
| 2    | 18   | 72      | Echinopsis eyriesii                                                             | Echinopsis eyriesii                           | Echinopsis eyriesii                           |
| 2    | 19   | 73      | Mammillaria longimamma                                                          | Mammillaria longimamma                        | Mammillaria longimamma                        |
| 2    | 19   | 74      | Echinocactus bicolor                                                            | Thelocactus bicolor                           | Thelocactus bicolor                           |
| 2    | 19   | 75      | Opuntia polyantha                                                               | ?                                             | Opuntia polyantha                             |
| 2    | 19   | 76      | Echinopsis rhodotricha                                                          | Echinopsis rhodotricha                        | Echinopsis rhodotricha                        |
| 2    | 20   | 77      | Echinocactus napinus                                                            | Eriosyce napina                               | Eriosyce napina                               |
| 2    | 20   | 78      | Cereus jusbertii                                                                | Harrisia ‘Jusbertii’                          | Harrisia Jusbertii                            |
| 2    | 20   | 79      | Pilocereus houlletii                                                            | ?                                             | Pilosocereus houlletii                        |
| 2    | 20   | 80a     | Rhipsalis neves-armondii                                                        | Rhipsalis neves-armondii                      | Rhipsalis neves-armondii                      |
| 2    | 20   | 80b     | Rhipsalis dissimilis                                                            | Rhipsalis dissimilis                          | Rhipsalis dissimilis                          |
| 2    | 21   | 81      | Echinocereus dasyacanthus                                                       | Echinocereus dasyacanthus                     | Echinocereus dasyacanthus                     |
| 2    | 21   | 82      | Mammillaria glochidiata                                                         | Mammillaria glochidiata                       | Mammillaria glochidiata                       |
| 2    | 21   | 83      | Echinocactus damsii                                                             | Gymnocalycium anisitsii subsp. anisitsii      | Gymnocalycium anisitsii subsp. anisitsii      |
| 2    | 21   | 84      | Cereus repandus                                                                 | Cereus repandus                               | Cereus repandus                               |
| 2    | 22   | 85      | Echinopsis hempeliana                                                           | Oreocereus hempelianus                        | Oreocereus hempelianus                        |
| 2    | 22   | 86      | Pereskia aculeata                                                               | Pereskia aculeata                             | Pereskia aculeata                             |
| 2    | 22   | 87      | Cereus smaragdiflorus                                                           | Cleistocactus smaragdiflorus                  | Cleistocactus smaragdiflorus                  |
| 2    | 22   | 88      | Echinocactus peruvianus                                                         | Oroya peruviana                               | Oroya peruviana                               |
| 2    | 23   | 89      | Echinocactus grossei                                                            | Parodia schumanniana                          | Parodia schumanniana                          |
| 2    | 23   | 90      | Rhipsalis platycarpa                                                            | Rhipsalis sp.                                 | Rhipsalis sp.                                 |
| 2    | 23   | 91      | Phyllocactus darrahi                                                            | Epiphyllum anguliger                          | Epiphyllum anguliger                          |
| 2    | 23   | 92      | Melocactus caesius                                                              | Melocactus curvispinus subsp. caesius         | Melocactus curvispinus subsp. caesius         |
| 2    | 24   | 93      | Echinocactus mostii                                                             | Gymnocalycium mostii                          | Gymnocalycium mostii                          |
| 2    | 24   | 94      | Echinocactus concinnus                                                          | Parodia concinna                              | Parodia concinna                              |
| 2    | 24   | 95      | Hariota salicornioides var. bambusoides                                         | Hatiora salicornioides                        | Hatiora salicornioides                        |
| 2    | 24   | 96      | Mammillaria conoidea                                                            | Neolloydia conoidea                           | Neolloydia conoidea                           |
| 2    | 25   | 97      | Echinocactus kurtzianus                                                         | Gymnocalycium mostii                          | Gymnocalycium mostii                          |
| 2    | 25   | 98      | Echinocactus haselbergii                                                        | Parodia haselbergii                           | Parodia haselbergii                           |
| 2    | 25   | 99      | Rhipsalis pilocarpa                                                             | Rhipsalis pilocarpa                           | Rhipsalis pilocarpa                           |
| 2    | 25   | 100     | Echinopsis fiebrigii                                                            | Echinopsis obrepanda subsp. obrepanda         | Echinopsis obrepanda subsp. obrepanda         |
| 2    | 26   | 101     | Echinocactus mihanovichii                                                       | Gymnocalycium mihanovichii                    | Gymnocalycium mihanovichii                    |
| 2    | 26   | 102     | Mammillaria radians                                                             | Coryphantha radians                           | Coryphantha radians                           |
| 2    | 26   | 103     | Opuntia spegazzinii                                                             | Opuntia salmiana                              | Opuntia salmiana                              |
| 2    | 26   | 104     | Rhipsalis chloroptera                                                           | Rhipsalis elliptica                           | Rhipsalis elliptica                           |
| 2    | 27   | 105     | Echinocactus quehlianus                                                         | Gymnocalycium quehlianum                      | Gymnocalycium quehlianum                      |
| 2    | 27   | 106     | Echinocereus acifer                                                             | Echinocereus polyacanthus subsp. acifer       | Echinocereus polyacanthus subsp. acifer       |
| 2    | 27   | 107     | Cereus anisitsii                                                                | Cereus spegazzinii                            | Cereus spegazzinii                            |
| 2    | 27   | 108     | Opuntia inermis                                                                 | ?                                             | Opuntia inermis                               |
| 2    | 28   | 109     | Echinocactus fiebrigii                                                          | Rebutia fiebrigii                             | Rebutia fiebrigii                             |
| 2    | 28   | 110     | Echinocactus myriostigma                                                        | Astrophytum myriostigma                       | Astrophytum myriostigma                       |
| 2    | 28   | 111     | Rhipsalis houlletiana                                                           | Lepismium houlletianum                        | Lepismium houlletianum                        |
| 2    | 28   | 112     | Mammillaria polyedra                                                            | Mammillaria polyedra                          | Mammillaria polyedra                          |
| 2    | 29   | 113     | Echinocactus ornatus                                                            | Astrophytum ornatum                           | Astrophytum ornatum                           |
| 2    | 29   | 114     | Cereus hankeanus                                                                | Cereus hankeanus                              | Cereus hankeanus                              |
| 2    | 29   | 115     | Echinocereus papillosus                                                         | Echinocereus papillosus                       | Echinocereus papillosus                       |
| 2    | 29   | 116     | Rhipsalis novaesii                                                              | Rhipsalis neves-armondii                      | Rhipsalis neves-armondii                      |
| 2    | 30   | 117     | Echinocactus horizonthalonius                                                   | Echinocactus horizonthalonius                 | Echinocactus horizonthalonius                 |
| 2    | 30   | 118     | Cereus coccineus                                                                | Echinocereus coccineus                        | Echinocereus coccineus                        |
| 2    | 30   | 119     | Mammillaria brandegeei                                                          | Mammillaria brandegeei                        | Mammillaria brandegeei                        |
| 2    | 30   | 120     | Echinopsis lateritia                                                            | Echinopsis lateritia                          | Echinopsis lateritia                          |
| 3    | 31   | 121     | Echinocactus coquimbanus                                                        | Copiapoa coquimbana                           | Copiapoa coquimbana                           |
| 3    | 31   | 122     | Cereus sonorensis                                                               | Stenocereus alamosensis                       | Stenocereus alamosensis                       |
| 3    | 31   | 123     | Opuntia salmiana                                                                | Opuntia salmiana                              | Opuntia salmiana                              |
| 3    | 31   | 124     | Echinocereus paucispinus                                                        | Echinocereus coccineus                        | Echinocereus coccineus                        |
| 3    | 32   | 125     | Mammillaria cornifera                                                           | Coryphantha cornifera                         | Coryphantha cornifera                         |
| 3    | 32   | 126     | Echinocactus lhophothele                                                        | Thelocactus rinconensis                       | Thelocactus rinconensis                       |
| 3    | 32   | 127     | Cereus coerulescens var. melanacanthus                                          | Cereus aethiops                               | Cereus aethiops                               |
| 3    | 32   | 128     | Echinocereus kunzei                                                             | Echinocereus coccineus                        | Echinocereus coccineus                        |
| 3    | 33   | 129     | Mammillaria melanocentra                                                        | Mammillaria melanocentra                      | Mammillaria melanocentra                      |
| 3    | 33   | 130     | Echinocactus phymatothelos                                                      | Thelocactus rinconensis                       | Thelocactus rinconensis                       |
| 3    | 33   | 131     | Cereus peruvianus                                                               | Cereus repandus                               | Cereus repandus                               |
| 3    | 33   | 132     | Opuntia decumbens                                                               | Opuntia decumbens                             | Opuntia decumbens                             |
| 3    | 34   | 133     | Echinocactus acutissimus                                                        | ?                                             | Echinocactus ?                                |
| 3    | 34   | 134     | Echinocactus macrodiscus                                                        | Ferocactus macrodiscus                        | Ferocactus macrodiscus                        |
| 3    | 34   | 135     | Cereus chalybaeus                                                               | Cereus aethiops                               | Cereus aethiops                               |
| 3    | 34   | 136     | Opuntia maculacantha                                                            | Opuntia sulphurea                             | Opuntia sulphurea                             |
| 3    | 35   | 137     | Pereskia bleo                                                                   | Pereskia bleo                                 | Pereskia bleo                                 |
| 3    | 35   | 138     | Echinocactus chilensis                                                          | Eriosyce chilensis                            | Eriosyce chilensis                            |
| 3    | 35   | 139     | Mammillaria elegans                                                             | Mammillaria haageana subsp. elegans           | Mammillaria haageana subsp. elegans           |
| 3    | 35   | 140     | Pterocactus decipiens                                                           | Pterocactus tuberosus                         | Pterocactus tuberosus                         |
| 3    | 36   | 141     | Rhipsalis hadrosoma                                                             | Rhipsalis grandiflora                         | Rhipsalis grandiflora                         |
| 3    | 36   | 142     | Echinocereus hempelii                                                           | Echinocereus fendleri subsp. hempelii         | Echinocereus fendleri subsp. hempelii         |
| 3    | 36   | 143     | Echinocereus fendleri                                                           | Echinocereus fendleri                         | Echinocereus fendleri                         |
| 3    | 36   | 144     | Echinocactus guerkeanus                                                         | Gymnocalycium uruguayense                     | Gymnocalycium uruguayense                     |
| 3    | 37   | 145     | Mammillaria nuttallii                                                           | Escobaria missouriensis subsp. missouriensis  | Escobaria missouriensis subsp. missouriensis  |
| 3    | 37   | 146     | Echinocactus echidna                                                            | Ferocactus echidne                            | Ferocactus echidne                            |
| 3    | 37   | 147     | Phyllocactus hybr. ‘Victoria regia’ hort. Bornem.                               | ?                                             | Phyllocactus Victoria regia                   |
| 3    | 37   | 148     | Opuntia delaetiana                                                              | Opuntia delaetiana                            | Opuntia delaetiana                            |
| 3    | 38   | 149     | Echinocactus williamsii                                                         | Lophophora williamsii                         | Lophophora williamsii                         |
| 3    | 38   | 150     | Cereus pterogonus                                                               | ?                                             | Cereus pterogonus                             |
| 3    | 38   | 151     | Mammillaria camptotricha                                                        | Mammillaria decipiens                         | Mammillaria decipiens                         |
| 3    | 38   | 152     | Pfeiffera ianthothele                                                           | Lepismium ianthothele                         | Lepismium ianthothele                         |
| 3    | 39   | 153/154 | Cereus paradisiacus                                                             | Selenicereus grandiflorus subsp. grandiflorus | Selenicereus urbanianus                       |
| 3    | 39   | 155     | Echinocactus scopa                                                              | Parodia scopa                                 | Parodia scopa                                 |
| 3    | 39   | 156     | Phyllocactus hybr. ‘Pfau’ hort. Bornem.                                         | ?                                             | Phyllocactus hybr.                            |
| 3    | 40   | 157     | Cereus amecaensis                                                               | Disocactus speciosus                          | Disocactus speciosus                          |
| 3    | 40   | 158     | Leuchtenbergia principis                                                        | Leuchtenbergia principis                      | Leuchtenbergia principis                      |
| 3    | 40   | 159     | Echinocactus gladiatus                                                          | ?                                             | Echinocactus gladiatus                        |
| 3    | 40   | 160     | Phyllocactus hybr. ‘Erebus’ hort. Bornem.                                       | ?                                             | Phyllocactus hybr.                            |
| 3    | 41   | 161/162 | Cereus hamatus                                                                  | Selenicereus hamatus                          | Selenicereus hamatus                          |
| 3    | 41   | 163     | Mammillaria radicantissima                                                      | Coryphantha clavata subsp. clavata            | Coryphantha clavata subsp. clavata            |
| 3    | 41   | 164     | Echinocactus hyptiacanthus                                                      | Gymnocalycium hyptiacanthum                   | Gymnocalycium hyptiacanthum                   |
| 3    | 42   | 165     | Mammillaria nivosa                                                              | Mammillaria nivosa                            | Mammillaria nivosa                            |
| 3    | 42   | 166/167 | Cereus grusonianus                                                              | Selenicereus macdonaldiae                     | Selenicereus macdonaldiae                     |
| 3    | 42   | 168     | Cereus silvestrii                                                               | Echinopsis chamaecereus                       | Echinopsis chamaecereus                       |
| 3    | 43   | 169     | Mammillaria candida                                                             | Mammilloydia candida                          | Mammilloydia candida                          |
| 3    | 43   | 170     | Mammillaria schelhasei                                                          | Mammillaria crinita                           | Mammillaria crinita                           |
| 3    | 43   | 171     | Cereus euchlorus                                                                | Praecereus euchlorus                          | Praecereus euchlorus                          |
| 3    | 43   | 172     | Cereus rhodoleucanthus                                                          | Praecereus saxicola                           | Praecereus saxicola                           |
| 3    | 44   | 173     | Cereus lemairei                                                                 | Hylocereus monacanthus                        | Hylocereus monacanthus                        |
| 3    | 44   | 174     | Mammillaria elongata                                                            | Mammillaria elongata                          | Mammillaria elongata                          |
| 3    | 44   | 175/176 | Cereus boeckmannii                                                              | Selenicereus pteranthus                       | Selenicereus pteranthus                       |
| 3    | 45   | 177     | Echinocactus viridescens                                                        | Ferocactus viridescens                        | Ferocactus viridescens                        |
| 3    | 45   | 178     | Cereus cavendishii                                                              | Praecereus saxicola                           | Praecereus saxicola                           |
| 3    | 45   | 179     | Echinocereus durangensis                                                        | Echinocereus polyacanthus subsp. polyacanthus | Echinocereus polyacanthus                     |
| 3    | 45   | 180     | Phyllocactus hybr. crenatus ‘Vogelii’ hort.                                     | ?                                             | Phyllocactus hybr.                            |

## Datum der Ausgabe der Lieferungen
Die nachstehenden Angaben zum Datum der Ausgabe der Lieferungen entstammen dem jeweiligen Band.
Band 1
- Heft 1: Tafel 1 bis 4; 16. Oktober 1900
- Heft 2: Tafel 5 bis 8; 25. November 1900
- Heft 3: Tafel 9 bis 12; 22. März 1901
- Heft 4: Tafel 13 bis 16; 30. Juli 1901
- Heft 5: Tafel 17 bis 20; 29. November 1901
- Heft 6: Tafel 21 bis 24; 25. März 1902
- Heft 7: Tafel 25 bis 28; 31. Juli 1902
- Heft 8: Tafel 29 bis 32; 14. November 1902
- Heft 9: Tafel 33 bis 36; 19. Februar 1903
- Heft 10: Tafel 37 bis 40; 10. Juni 1903
- Heft 11: Tafel 41 bis 44; 22. August 1903
- Heft 12: Tafel 45 bis 48; 10. Dezember 1903
- Heft 13: Tafel 49 bis 52; 1. August 1904
- Heft 14: Tafel 53 bis 56; 20. Oktober 1904
- Heft 15: Tafel 57 bis 60; 1. Januar 1905.

Band 2
- Heft 16: Tafel 61 bis 64; 1. April 1905
- Heft 17: Tafel 65 bis 68; 28. Mai 1905
- Heft 18: Tafel 69 bis 72; 5. August 1905
- Heft 19: Tafel 73 bis 76; 15. November 1905
- Heft 20: Tafel 77 bis 80; 1. März 1906
- Heft 21: Tafel 81 bis 84; 1. August 1906
- Heft 22: Tafel 85 bis 88; 20. Dezember 1906
- Heft 23: Tafel 89 bis 92; 20. März 1907
- Heft 24: Tafel 93 bis 96; 10. August 1907
- Heft 25: Tafel 97 bis 100; 1. Dezember 1907
- Heft 26: Tafel 101 bis 104; 15. Mai 1908
- Heft 27: Tafel 105 bis 108; 30. September 1908
- Heft 28: Tafel 109 bis 112; 1. März 1909
- Heft 29: Tafel 113 bis 116; 1. August 1909
- Heft 30: Tafel 117 bis 120; 15. Januar 1910

Band 3
- Heft 31: Tafel 121 bis 124; 1. November 1910
- Heft 32: Tafel 125 bis 128; 15. Mai 1911, Text Tafel 125 Leopold Quehl (1849–1922) und Tafel 125 bis 128 Wilhelm Weingart (1856–1936).
- Heft 33: Tafel 129 bis 132; 10. November 1911
- Heft 34: Tafel 133 bis 136; 15. März 1912
- Heft 35: Tafel 137 bis 140; 15. Juli 1912
- Heft 36: Tafel 141 bis 144; 1. Dezember 1912
- Heft 37: Tafel 145 bis 148; 1. April 1913
- Heft 38: Tafel 149 bis 152; 15. Juli 1913
- Heft 39: Tafel 153 bis 156; 1. November 1913
- Heft 40: Tafel 157 bis 160; 1. Mai 1914
- Heft 41: Tafel 161 bis 164; 1. Juli 1914
- Heft 42: Tafel 165 bis 168; 1. August 1916
- Heft 43: Tafel 169 bis 172; 1. Oktober 1921
- Heft 44: Tafel 173 bis 176; 1. Oktober 1921
- Heft 45: Tafel 177 bis 180; 1. Oktober 1921

## Nachweise